# Burt Reinhardt
Burt Reinhardt (* 19. April 1920 in New York City; † 10. Mai 2011 in Marietta, Georgia) war ein US-amerikanischer Journalist und jahrelanger Präsident von CNN.
Reinhardt begann seine Karriere 1939 als Kameramann beim U.S. Army Signal Corps im Zweiten Weltkrieg, wo er unter anderem die historische Rückkehr von General Douglas MacArthur auf die Philippinen filmte. Später ging er als Nachrichteneditor zu Fox Movietone News. Reinhardt war Vizepräsident von United Press International Television News und executive vice president bei Paramount Pictures.  
In seiner Zeit bei CNN war er von 1980 bis 1982 executive vice president und von 1983 bis 1990 als Nachfolger von Reese Schoenfeld Präsident des Senders. Reinhardts Nachfolger wurde Tom Johnson. Bis zu seinem Ruhestand 2000 war er Vizevorsitzender der Organisation. Es war seine Idee das CNN Logo als ständiges Symbol im Bild bei Übertragungen einzublenden und sorgte damit dafür, dass der Schriftzug weltbekannt wurde. Reinhardt förderte die Live-Übertragung von Space Shuttle Starts, so dass CNN 1986 bei der Challenger-Katastrophe als einziger Sender live auf Sendung war. 
Reinhardt starb im Alter von 91 Jahren an den Folgen eines Schlaganfalls. 